# Усков Іраклій Олександрович
Іра́клій Олекса́ндрович Уско́в (1810, Ладозька, Російська імперія — 15 липня 1882, Москва, Російська імперія) — російський військовик українського походження, полковник, комендант Новопетровського укріплення (1853—1865), в якому відбував заслання видатний український поет та художник Тарас Шевченко.

## Життєпис
Нащадок корінних запорожців. Народився в родині квартирмейстера Кавказького козачого полку, що мешкала в станиці Ладозькій на Кубані.
На військову службу вступив 1830 року. Обіймав посаду ад'ютанта штабу окремого Оренбурзького корпусу, іменуючись капітаном Єкатеринбурзького піхотного полку, що входив до складу 10-ї піхотної дивізії 4-го армійського корпусу.
Одружився досить пізно. Обраницею Ускова стала молодша від нього на 17 років Агафія Колосова, що на той час мешкала в Києві в родині його дядька.
На початку 1853 року Іраклій Усков, що мав на той час звання майора, був призначений виконуючим обов'язки коменданта Новопетровського укріплення, де відбував заслання український поет та художник Тарас Шевченко. Попри загрозу власній кар'єрі Усков неофіційно зняв з Шевченка заборону малювати та писати вірші, а також звільнив його від військової муштри. Поет став частим та бажаним гостем в родині Ускових, підтримував тісні стосунки з дружиною коменданта, однак згодом, задля уникнення пліток, їх спільні прогулянки довелося припинити. 1854 року Усков подав рапорт щодо дозволу Шевченкові намалювати запрестольний образ церкви Новопетровського укріплення, однак він був відхилений корпусним командиром.
Ім'я Ускова згадується майже в усіх листах Тараса Шевченка періоду 1853—1857 років, а також у записах зі щоденника поета. Зокрема, у листі до Михайла Лазаревського від червня 1857 року Шевченко написав наступне:
|  | Ираклий Александрович (щоб його лихо не знало) великий мені приятель… Він мене п’ятий рік годує і напуває |

Саме Іраклій Усков надав звільненому від служби Шевченкові дозвіл їхати одразу до Петербурга без зобов'язання заїжджати до Уральська чи Оренбурга, через що опинився під загрозою відставки. Після від'їзду Шевченка з Новопетровського укріплення він ще тривалий час спілкувався з комендантом фортеці у приватній переписці.
1857 року Іраклія Ускова було офіційно затверджено на посаді коменданта колишнього Новопетровського укріплення, яке отримало нову назву — Форт-Олександрівський. На цій посаді він прослужив аж до закінчення військової служби у 1865 році. Після звільнення певний час мешкав у Саратові, а згодом перебрався до Москви.
1881 року з ініціативи Іраклія Ускова в Форті-Олександрівському було встановлено перший у світі пам'ятник Тарасові Шевченку. Монумент являв собою бюст на круглому постаменті, який виготовив друг Шевченка — казах Каражусуп. Подію було приурочено до 20-ї річниці з дня смерті поета.
Помер Іраклій Усков 15 липня 1882 року в Москві.

## Цікаві факти
- Згідно з твердженням доньки Іраклія Ускова Надії, після одруження її батьків родина вирушила з Києва до Орської фортеці. Втім, жодних підтверджень проходження там служби Іраклієм Усковим досі не знайдено.
- У зошиті-хроніці власника будинку в Оренбурзі, де 1849 року знімав квартиру Федір Лазаревський, частим гостем якого був Тарас Шевченко, значилося також прізвище Ускова, тож теоретично майбутній комендант Новопетровського укріплення міг перетинатися з українським поетом ще до його заслання туди. Втім, згодом цей зошит дивним чином зник, тож дослідити його детальніше не вдалося.

## Родина
- Дружина — Ускова Агафія (Агата) Омелянівна (1828—1899), до шлюбу — Колосова. Сирота, до 15-річного віку виховувалася у шведській родині Шарнбергів у Києві. Окрім російської, володіла шведською та німецькою мовами.
- Донька — Зарянко Наталія Іракліївна (1853—1918).
- Донька — Смоляк Надія Іракліївна (1856—1935). Разом з сестрою Наталією зберегла вісім картин Тараса Шевченка та лист поета до Іраклія Ускова, які під час її життя знаходилися в Бугуруслані, а згодом були відправлені до України[3].
- Син — Усков Дмитро Іраклієвич (1851—1853). Був улюбленцем Тараса Шевченка. За свідченням Агафії Ускової, саме Шевченко став автором пам'ятника на могилі хлопчика.
- Син — Усков Олександр Іраклієвич (1849—1850), помер у Оренбурзі від родимця.